# Schütte-Lanz D.II
Schütte-Lanz D.II là một biến thể của Schütte-Lanz D.I. Thay đổi duy nhất là động cơ mới loại Mercedes D.I 100 hp.

## Quốc gia sử dụng
German Empire

## Tính năng kỹ chiến thuật
Đặc tính tổng quan
- Kíp lái: 1
- Chiều dài: 5,4 m (17 ft 9 in)
- Sải cánh: 7,5 m (24 ft 7 in)
- Động cơ: 1 × Mercedes D.I kiểu động cơ piston 6 xy-lanh, làm mát bằng nước, 75 kW (101 hp)

Hiệu suất bay
- Vận tốc cực đại: 135 km/h (84 mph; 73 kn)